# Impressió digital
La impressió digital és un procés que consisteix a imprimir de forma directa d'un arxiu digital a paper, utilitzant diferents mitjans. Uns dels més comuns són la tinta i el tòner.
Aquest procés és molt útil en projectes d'impressió per a tiratges curts i terminis de lliurament molt baixos. Això es deu al fet que aquesta tècnica no requereix un temps d'assecament o refredament com la tradicional impressió òfset.
Aquest sector en les arts gràfiques està experimentant un gran creixement i això ha dut als fabricants i proveïdors a treure al mercat equips digitals cada vegada amb més prestacions i qualitats.
La impressió digital té un doble vessant: el petit i el gran format. El primer manca de certa fiabilitat i encara no arriba a oferir tots els formats que el mercat demana (entre elles, el no disposar d'un format 50 x 70). El segon, el gran format té certs problemes de tipus ecològic i d'alts costos. I és per això que encara està en vies de desenvolupament aquest tipus d'impressió.
Però, el gran valor afegit que ofereix la impressió digital és la personalització del producte. Una impressió personalitzada és un mercat en creixent expansió.
En l'actualitat la impressió digital amb equips domèstics o d'oficina ha bifurcat el seu camí, ja que s'estan utilitzant les impressores d'injecció de tinta en la indústria tèxtil, més concretament per la sublimació de teles i objectes variats. També algunes impressores làser per estampar seguint el mètode transfer sobre tela.
Pel que fa a les impressions de gran format conegudes com a Gigantografies, en l'actualitat podem trobar equips d'impressió amb tintes làser que són menys nocives ecològicament parlant, que les anteriors tintes al solvent.

## Procediment
La diferència principal entre la impressió digital i els mètodes analògics, com la litografia, la flexografia, el gravat i la tipografia, és que en la primera (popularitzada a la dècada dels vuitanta) no es necessita reemplaçar les plaques d'impressió, mentre que en la segona, les plaques han de ser constantment renovades. Això comporta un temps de creació més ràpid i un cost més econòmic en la impressió en digital, tot i que és comuna la pèrdua de detall en la majoria d'aquests processos sobretot amb finalitat comercial. Els mètodes més populars comprenen les impressores d'injecció de tinta i les làser, que dipositen pigment i tòner, respectivament, en els substrats, com paper, llenç, vidre, metall i marbre.
En molts casos, la tinta o el tòner no impregnen el substrat, com sí que ho fa la tinta convencional, però forma una capa fina a la superfície que pot ser addicionalment, adherida al substrat a través d'una fusió de fluids amb curat tèrmic (tòner) o ultraviolat (tinta).

## Mètodes destacats d'impressió digital

### Impressió d'injecció de tinta estilfine art
Aquest mètode, imprimeix directament un arxiu d'imatge d'un ordinador a una impressora d'injecció de tinta. Ha evolucionat des de les primeres proves amb tecnologia de Kodak, 3M i d'altres fabricants, amb artistes i altres impressores per provar d'adaptar aquestes delicades màquines de proves de preimpressió a la impressió fine art.
Va haver-hi experiments amb diversos tipus d'aquestes d'impressores, la més rellevant fou l'IRIS printer, inicialment adaptada a la impressió fine art pel programador David Coons, i adaptat al treball d'estil fine art per Graham Nash en la companyia d'impressions Nash Editions el 1991. Inicialment, aquestes impressores estaven limitades al paper brillant, però la impressora d'IRIS Graphics va permetre la utilització de diferents varietats de paper que englobaven mitjans tradicionals i no tradicionals.
La impressora IRIS va ser l'estàndard per la impressió digital fine art durant molts anys i encara manté el seu ús en l'actualitat, però ha estat reemplaçada per grans formats d'impressores d'altres companyies com Epson i HP que utilitzen tintes resistents a la decoloració (amb base de pigment i noves tintes a base de dissolvents) i substrats específicament dissenyats per aquest estil. Entre aquests trobem els papers tradicionals del fine art com ara Rives BFK, el paper d'aquarel·la Arches, llenços tractats i no tractats, substrats experimentals (metalls, plàstics) i tela.
Pels artistes que realitzen còpies del seu treball original, la impressió d'injecció de tinta és més cara en una base per a impressió que en un mètode tradicional de litografia en quatre colors, però amb el primer procediment l'artista no ha de pagar les plaques necessàries per ell ni l'espai per col·locar les grans màquines que són necessàries en la segona opció. Les còpies dutes a terme amb impressió d'injecció de tinta poden imprimir-se i vendre's individualment segons la demanda. Aquest mètode compta amb l'afegit que els artistes tenen el control total de la producció de les seves imatges, així com de la correcció de color final i el substrat utilitzat, fins i tot arribant a poder operar el control de les impressores. A més, també permet obtenir diferents resultats de la peça d'art digital sigui, com a peça final o com a element que formarà part d'una futura obra d'art.
Els artistes més experimentals sovint afegeixen textura o altres recursos a la superfície de la impressió final, o la fan servir com a part d'un treball de combinació de diverses tècniques.
Alguns dels termes del procés porten sent usats des de fa anys, essent "digigraph" i "giclée" un exemple.
Actualment, milers de botigues d'impressió i gravadors digitals ofereixen el servei a pintors, fotògrafs i artistes digitals arreu del món.

### Exposició al làser en digital
Les imatges digitals s'exposen a la sensibilitat lumínica del paper fotogràfic amb làsers i estan processades amb líquid de revelatge i fixadors fotogràfics. Aquestes impressions resulten en fotografies reals i tenen una continuïtat tonal (cada color en qualsevol punt de la imatge és reproduït com a un sol to) en els detalls d'aquesta. La permanència de la qualitat de la impressió és tan alta com la classificació del fabricant ho determini per a qualsevol paper fotogràfic utilitzat. En els grans formats d'impressió, el principal avantatge és que com que no utilitza lents, no es produeix el fenomen de vignetting (simular les ombres de les vinyetes de còmic a les cantonades), ni hi ha distorsió als marges de la imatge.

### Impressió cilíndrica en digital
Aquest procediment fa al·lusió a quan una màquina directament llença tinta en una superfície corbada que normalment acostuma a ser la paret d'un objecte que té una secció circular creuada i una constant estreta o de diàmetre variable. El mètode consisteix a reproduir imatges (a color o blanc i negre) i text en objectes cilíndrics, normalment per finalitats publicitàries, mitjançant la utilització de sistemes d'escaneig digitals.
El procés digital és per definició més ràpid que la serigrafia convencional, perquè requereix menys passos en la producció i també menys temps d'arreglar el resultat posterior per afegir-hi colors i d'altres fórmules més complexes. Aquest, alhora, permet reduir els períodes d'operació.
L'habilitat de les impressores d'impressió cilíndrica per imprimir a color d'una passada, incloent-hi els processos d'emprimació (més coneguts com a primer en anglès), vernissos i tintes especials, permet múltiples tècniques de disseny, com ara:
- Impressió sobre mirall: visible tant a l'interior com a l'exterior de vidre o plàstic.
- To sobre to: substrat sòlid amb acabat opac millorat amb una tinta o capa transparent.
- Vidre tacat: color prou opac per a poder veure-hi a través.
- Contorns
- Gravats

## Aplicacions
La impressió digital té diferents avantatges en comparació amb els mètodes tradicionals. Algunes aplicacions destacables són:
- L'autoedició - imprimir de manera econòmica tant a casa com a l'oficina és només possible gràcies als processos digitals que eviten la necessitat d'utilitzar plaques d'impressió.
- Comerç - Negocis de papereria - incloent-hi cartes d'empresa i letterheads (capçaleres en català o membrete en castellà).
- Fine art - imprimir arxius digitals sovint es fa sobre paper fotogràfic així com sobre paper d'aquarel·la (impressions que reben el nom giclée i fan ús de tintes a base de pigment).
- Impressió per demanda - productes personalitzats, per exemple, un llibre d'infant personalitzat amb el seu nom, llibres de fotografies (com els de casaments) i d'altres.
- Propaganda - emprat sovint per pancartes, cartells, fires, en els comerços al detall en els punts de venda o compra (és a dir, botigues) i en campanyes de correu directe personalitzades.
- Fotografia - la impressió digital ha revolucionat la reproducció de fotografies en qüestions de poder retocar i corregir el color d'una fotografia abans d'imprimir-la.
- Disseny d'arquitectura - els nous materials que s'ajusten a la varietat de superfícies han permès que els espais interiors i exteriors es puguin transformar utilitzant murals i gràfics impresos digitalment a les parets i als terres.
- Abrillantament - el procediment d'afegir paper d'alumini, efectes hologràfics o fins i tot acabats brillants i opacs amb l'adhesió de tinta digital. Es fa imprimint digitalment una àrea anomenada rich black (barreja de tinta negra amb de color) on l'usuari vulgui l'abrillantament. La màquina ho registra i només ho afegeix en aquella àrea específica.